# Захарова (Байкаловский район)
Захарова — деревня в Байкаловском районе Свердловской области. Входит в состав Байкаловского сельского поселения. Управляется Пелевинской сельской администрацией.

## География
Населённый пункт расположен в верховье реки Бобровка в 13 километрах на восток от села Байкалово — административного центра района.

### Часовой пояс
Захарова, как и вся Свердловская область, находится в часовой зоне МСК+2. Смещение применяемого времени относительно UTC составляет +5:00.

## Население
| 2002 | 2010 | 2021 |
| ---- | ---- | ---- |
| 252  | ↘220 | ↘163 |

## Инфраструктура
Деревня разделена на две улицы (50 лет Победы, Советская).